# Comedia burlesca
Se denomina comedia burlesca (también denominada en la época comedia de disparates, y menos frecuentemente  comedia de chanza o comedia de chistes) a un subgénero teatral cómico propio del teatro clásico del Siglo de Oro español.

## Características
Se caracteriza por ser una especie de teatro en segundo grado, puesto que mediante el mecanismo de la parodia carnavalesca y el disparate degradan los textos de comedias serias de gran éxito o de tópicos y convencionalismos de los géneros dramáticos, y se representaban en época de Carnestolendas o el día de San Juan muchas veces en el palacio Real. Su extensión habitual es más corta que la de una comedia normal, algo más de la mitad, unos 1800 versos. Se ha conservado un corpus total de unas cincuenta comedias burlescas, más de la mitad de ellas anónimas.
Los temas son muy varios: asuntos mitológicos, temas extraídos del Romancero y otras obras o géneros teatrales que son parodiados.
Su estructura se funda en la incoherencia e inconsecuencia cómicas: muertos que reviven, inversiones del decoro y de los valores serios, alegrías por las deshonras, venganzas grotescas, comicidad escénica o de situación y comicidad verbal (acumulaciones de refranes, cuentecillos tradicionales, juegos de palabras, series de disparates, alusiones escatológicas y obscenas, imposibilidades lógicas, hipérboles ridículas, invectivas, motes, interpretaciones literales, metáforas cómicas, perogrulladas...) aunque se mantiene como excipiente un tenue hilo de intriga capaz de enhebrar las situaciones jocosas, hilo que consiste fundamentalmente en la condición paródica del género, puesto que su misma definición depende de él.

## Autores
Destacaron en este género Francisco Antonio de Monteser (El caballero de Olmedo, La restauración de España), Pedro Calderón de la Barca (Céfalo y Pocris), Pedro Francisco de Lanini (Darlo todo y no dar nada), Jerónimo de Cáncer (La muerte de Baldovinos, Las mocedades del Cid), Francisco Bernardo de Quirós (El cerco de Tagarete) y una pléyade de autores que trabajaba en comandita elaborando este tipo de piezas y de la que puede ser ejemplo El hidalgo de la Mancha, de Juan de Matos Fragoso, Juan Bautista Diamante y Juan Vélez de Guevara; La renegada de Valladolid, que es de Francisco Antonio de Monteser, Antonio de Solís y D. de Silva; un caso excepcional puede considerarse el del judío sefardita o marrano Manuel de Pina con su La mayor hazaña de Carlos VI; anónimas son El Hamete de Toledo, de tres ingenios, La ventura sin buscarla y El rey don Alfonso, el de la mano horadada. De todas estas piezas hay edición moderna. No tienen edición todavía las elaboradas por Vicente Suárez de Deza, (Los amantes de Teruel y Amor, ingenio y mujer).